# Шахта «Відродження»
ДВАТ Шахта «Відродження» (до 2001 року Шахта № 4 «Великомостівська») — вугільна шахта в Україні, відокремлений підрозділ державного підприємства ВО ДКХ «Львіввугілля» у  Львівсько-Волинському кам'яновугільному басейні. Розташована у селі Межиріччя, Шептицького району, Львівської області.

## Історія
Будівництво шахти розпочато у 1955 році, а закінчено та введено у експлуатацію в 1961 році. Через значні виділенням метану на шахті з самого початку склалися важкі умови, тому в 1961 році була проведена велика робота по покращенню вентиляції.
У 2003 році Наказом ДП «Львіввугілля» «Про створення відокремлених підрозділів ДП Львівугілля» створено шахту «Відродження» ДП «Львіввугілля» як відокремлений підрозділ без статусу юридичної особи.
Фактичний видобуток вугілля 2458/1624 т/добу (1990/1999). У 2003 р. видобуто 415 тис.т. вугілля.
Максимальна глибина 540 м (1990). Протяжність підземних виробок 60,8/46,6 км (1990/1999). Розробляє пласти nв
8, n8, nв
7, nн
7 потужністю 1,16-1,35 м з кутами падіння 0-3о. Кількість очисних вибоїв — 4/2, підготовчих 4/4 (1990/1999).